# Pierre Menard

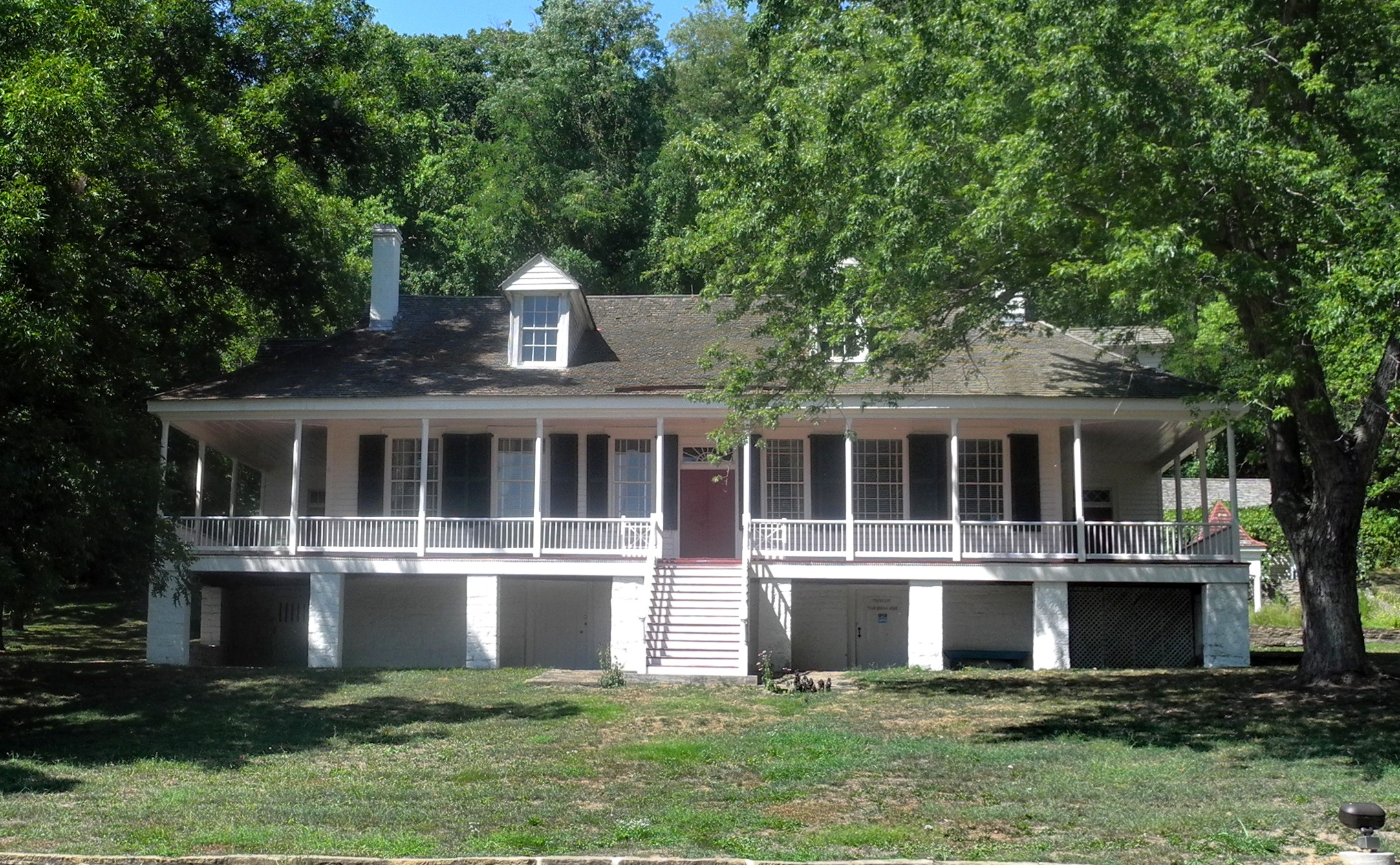
Pierre Menards bostad i Kaskaskia är idag ett historiskt minnesmärke.

Pierre Menard, född 1766 i St. Antoine-sur-Richelieu, nära Montréal, död 1844 i Kaskaskia, Illinois, var en amerikansk pälshandelsentreprenör och politiker som blev staten Illinois förste viceguvernör.

## Ungdom
Pierre Menards far var en fransk soldat vilken blivit kvar i Kanada sedan landet övergått till Storbritannien 1763. Pierre gick i skola i Montréal och blev vid 15 års ålder handelslärling och deltog i en handelsexpedition till Illinois. Han slog sig ned i Kaskaskia och i början på 1790-talet ägde han där en blomstrande rörelse inriktad på pälshandel och handel med indianerna. 

## Äktenskap och affärsförbindelser
År 1792 gifte sig Pierre Menard med Therese Godin med vilken han hade fyra barn. Hon dog 1804 och två år senare gifte han om sig med Angelique Saucier med vilken han hade sex barn. Genom det senare äktenskapet blev han svåger till Pierre Chouteau, en framstående entreprenör i Saint Louis. De blev tillsammans med andra bolagsmän i det av Manuel Lisa 1809 bildade St. Louis Missouri Fur Company. 
År 1817 bildade han handelsbolaget Menard & Vallé med sin kusin Jean-Baptiste Vallé i Ste. Genevieve, Missouri.

## Fort Raymond
Pierre Menard deltog 1808 tillsammans med Manuel Lisa och William Morrison i St. Louis Missouri Fur Company:s första stora handelsresa uppför Missourifloden. Där hade Lisa året före anlagt en handelsstation vid  Bighorn Rivers mynning i Montana. Platsen befästes, på grund av hotet från svartfotsindianernas konfederation, och kallades Fort Raymond. Efter denna expedition blev Menard en passiv bolagsman som inte deltog direkt i bolagets fältarbete.

## Politiker
Pierre Menard var en framstående politiker. Han var ledamot av både Indianaterritoriets och Illinoisterritoriets lagstiftande församlingar. Han var 1818-1822 Illinois förste delstatlige viceguvernör. Han var även fredsdomare och överste i nationalgardet. Mellan 1813 och 1833 var han indianagent med särskilt ansvar för shawnee, delaware, peoria, piankeshaw och kickapoo.

## Minnesmärken
Pierre Menard står staty utanför capitolium i Springfield, Illinois. Hans hus i Kaskaskia är ett historiskt minnesmärke.